# Narita Shinkansen
O Shinkansen Narita(成田新幹線) foi um projecto para ligar o Aeroporto Internacional de Narita à Estação de Tóquio através de uma linha de alta velocidade Shinkansen. O projecto foi abandonado e será substituído pela linha rápida de Narita.

## História
O planeamento para o Shinkansen Narita iniciou em 1966 tendo sido obtida permissão para construir em 1972. A construção iniciou-se em 1974, mas foi significativamente prejudicado devido à resistência dos residentes locais contra a expropriação das suas terras por um projecto que não lhes traria quaisquer benefícios. (Problemas semelhantes afligiram o próprio Aeroporto de Narita). A construção foi interrompida em 1983 e o Plano Básico que garantia os direitos de construção foi refogado através de uma lei especial em 1987 - a única linha de Shinkansen a encontrar este destino.
Devido à oposição popular, apenas foram lançados 9 km de carris e o edifício da estação do aeroporto antes de o projecto ter sido interrompido. Enquanto a ligação por Shinkansen era atrasada, a empresa privada Keisei Electric Railway construiu uma ligação ao aeroporto para comboios normais. No entanto, os serviços da Keisei tinham de terminar fora dos terrenos do aeroporto e transferir os passageiros por autocarro, pois a estação existente dentro do aeroporto tal como os carris que a ligavam eram propriedade do (na altura) concessionário estatal JR.

## Rota
A linha deveria ter sido construída em plataformas subterrâneas aproximadamente equidistantes entre a Estação de Tóquio e a Estação de Yurakucho no centro de Tóquio. A partir daí, deveria circular subterrado até Etchujima no distrito de Kōtō, e então à superfície, seguindo a linha Tozai ao longo do rio Ara até Funabashi. Em Finabashi, a linha deveria voltar a ser subterrânea, reemergindo em Shiroi, tomando então uma suave curva ao longo da nova cidade de Chiba e o centro de Narita, e voltando finalmente a ser subterrâneo para terminar sob o terminal de passageiros do Aeroporto de Narita. Nos planos originais, os comboios que efectuavam a ligação Tóquio-Narita não deveriam fazer quaisquer paragens. A JR adicionou mais tarde uma estação à linha planeada para servir a Nova Chiba.
Muitos dos direitos de passagem são usados por serviços suburbanos. A área da estação de Tóquio designada para as plataformas Shinkansen e o túnel subterrâneo para Etchujima são agora usados pela linha Keiyo. Grande parte dos direitos de passagem à superfície já foram atribuídos para uso ferroviário pela Prefeitura de Chiba. A empresa Hokuso Railway usa um segmento deste direito de passagem entre Komuro e Nova Chiba. Outra secção entre Nova Chiba e o aeroporto está a ser actualmente preparado para ser usado como parte da linha Narita Rapid Railway.

## Futuro
Enquanto que é periodicamente proposto o regresso do Shinkansen Narita, o cancelamento do plano básico, a falta de vontade política e a construção do Narita Rapid Railways como substituição, torna-o muito improvável. O caminho-de-ferro rápido está a ser construído na bitola padrão (como o Shinkansen), deixando teoricamente a porta aberta para uma eventual conversão. No entanto, o desenho do caminho-de-ferro rápido é de apenas 160 km/h e irá - pelo menos inicialmente - terminar na parte do aeroporto da estação de Ueno e não na estação central de Shinkansen da estação de Tóquio.

## Detalhes Técnicas
Com uma velocidade projectada de 200 km/h, o Shinkansen Narita foi desenhado para cobrir a distância de 65 km em 35 minutos, incluindo uma paragem em Nova Chiba. Actualmente, o Narita Express leva 53 minutos para efectuar a mesma viagem (sem paragens, mas percorrendo carrís diferentes, fazendo um desvio por Chiba, mas isto deve ser melhorado para 36 minutos de Narita até Nippori quando o Narita Rapid Railway estiver completado em 2010.